# Giorgio Morandi
Giorgio Morandi (Bolonha, 20 de Julho de 1890 — Bolonha, 18 de Junho de 1964) foi um importante pintor italiano. Ficou conhecido por sua precisão na pintura de natureza morta.

## Biografia
Filho de uma família da classe média com cinco filhos, Morandi começou a trabalhar aos dezasseis anos no escritório de uma sociedade comercial dirigida por seu pai.
Começou as suas experiências artísticas com desenhos e pequenas figuras para o presépio de família, feitas em terracota. No período compreendido entre 1907 e 1913, estudou na Academia das Belas Artes em Bolonha.
Entre 1913 e 1929 foi professor em algumas escolas primárias, ensinando desenho geométrico. Giorgio Morandi, juntamente com Giorgio de Chirico e Carlo Carrà foram os fundadores da chamada Pintura Metafísica.
A naturezas mortas de Paul Cézanne, tiveram uma grande influência na sua obra, assim como Picasso e Braque (Cubismo). 
Morandi em 1914, apresentou em Roma duas das suas obras na Primeira Exposição Futurista Livre. Em 1915, durante a Primeira Guerra Mundial, Morandi que  tinha sido incorporado no exército, adoece gravemente, tendo mesmo sido internado num hospital militar.
Em 1918, tendo conhecido Mário Broglio, editor da revista Valori Plastici, teve com a sua ajuda a oportunidade de expor em 1921 as suas obras em diversas cidades alemãs.
Em 1930 foi-lhe oferecido o cargo professor de gravura na Academia de Belas Artes de Bolonha, que manteve até 1956
Durante a Segunda Guerra Mundial foi preso e acusado de pertencer à Resistência

## Exposições
- Exposição Futurista livre (1914)
- Novecento Italiano (Milão) (1926)
- II Exposição Internacional de Gravura moderna (1927) (Florença)
- Novecento Italiano (Milão] (1929)
- III Quadrienal de Roma (1939)
- Bienal de Veneza (1948)
- Bienal de São Paulo (1953)
- Bienal de São Paulo (1957)
- Pinacoteca do Estado de São Paulo  (2006)
- 07.06 > 22.09.2013 : Centre for Fine Arts (Bruxelas, Bélgica)

## Obra
| - 1911 – Paisagem (óleo sobre cartão 37,5 x 52 cm) | - 1924 – Flores (óleo sobre tela 47 x 39cm) | - 1941 - Natureza-morta (óleo sobre tela 27 x 46cm) |